# Mulyorejo (Mulyorejo)
Mulyorejo is een bestuurslaag in het regentschap Soerabaja van de provincie Oost-Java, Indonesië. Mulyorejo telt 22.299 inwoners (volkstelling 2010).